# Steppevolk
Steppevolk is de verzamelnaam voor nomadische bevolkingsgroepen uit Centraal-Azië, voornamelijk de Euraziatische steppe. 
Deze is in te delen naar tijdsperiode of naar etniciteit, waarbij de Mongolen en volkeren van Turkse origine het meest voorkomende waren. In West-Europa zijn steppevolken vooral gekend door hun gigantische rijken, hun wrede invallen en bezettingen.

## Tijdsperioden
Oudheid
- Scythen
- Xiongnu
- Alanen
- Hunnen
- Chionieten
- Hephthalieten

Middeleeuwen
- Göktürken
- Chazaren
- Petsjenegen
- Oguzen
  - Kyptsjaken
  - Seltsjoeken
  - Khwarazmiden

## Etniciteit
Turkse origine
- Rouran
- Goktürken
- Oeigoeren

Mongoolse origine
- Xianbei
- Mongolen
- Timoeriden
- Dzjoengaren